# Lateralus
Pour l’article homonyme, voir Lateralus (chanson).
Ne doit pas être confondu avec Laterallus.
Albums de Tool
Salival
(2000) 10,000 Days
(2006)
Singles
1. Schism
Sortie : 15 janvier 2001
2. Parabola
Sortie : Janvier 2002
3. Lateralus
Sortie : Février 2002

Lateralus est le troisième album studio du groupe de metal progressif américain Tool.
Il est sorti le 15 mai 2001 sur le label Volcano Entertainment.

## Historique
L'album a été enregistré aux Cello Studios à Hollywood entre octobre 2000 et janvier 2001.
David Bottrill, qui avait produit les deux derniers opus du groupe : Ænima et Salival, a produit l'album avec le groupe.
Cet album progressif est sorti après un litige juridique long de quatre ans entre le groupe et leur label. Il fut un véritable succès commercial aux États-Unis, débutant numéro 1 au Billboard 200, avec plus de 555 200 copies vendues lors de la première semaine.
L'album dure 78 minutes et 58 secondes, car d'après une entrevue avec Danny Carey, le label leur avait promis seulement 79 minutes.[réf. souhaitée]
Deux clips ont été réalisés afin de promouvoir l'album:
Schism (au début le clip a un court passage ambient, Mantra) et Parabol - Parabola (dans lequel joue Tricky). Le 20 décembre 2005, il est sorti en deux DVDs singles, présentant des remixes par Lustmord.
À compter du 15 avril 2021, Lateralus est certifié triple platine par le RIAA. Le 23 août 2005, Lateralus est réédité en édition limitée.
En 2002, le groupe remporte le Grammy Award de la meilleure prestation metal pour la chanson Schism.
Il est certifié disque d'or au Royaume-Uni le 13 février 2015.
Lateralus a été classé 123e de la liste définitive des 200 meilleurs albums (en) jamais produits par des artistes ou des groupes dans l'histoire de la musique par le Rock and Roll Hall of Fame.

## Composition
La chanson-titre Lateralus incorpore la suite mathématique de Fibonacci.
Le thème de la chanson décrit le désir des humains d'explorer et d'élargir le champ des connaissances et la recherche d'une compréhension plus profonde du tout.
Les paroles de Spiral Out se réfèrent à ce désir en prenant appui sur la spirale de Fibonacci, qui est formée en créant et en agençant des carrés pour chaque nombre de la séquence en suivant le modèle 1,1,2,3,5,8,... créant ainsi une spirale théoriquement infinie.
En relation avec cela, le thème principal de la chanson présente des signatures temporelles successives 9/8, 8/8 et 7/8, le nombre 987 étant le seizième entier de la suite de Fibonacci.
Le morceau Mantra est le son ralenti d'un des chats de Maynard James Keenan qu'il serre doucement contre lui. 

## Liste des titres
1. The Grudge – 8:36
2. Eon Blue Apocalypse – 1:04
3. The Patient – 7:13
4. Mantra – 1:12
5. Schism – 6:47
6. Parabol – 3:04
7. Parabola – 6:03
8. Ticks & Leeches – 8:10
9. Lateralus – 9:24
10. Disposition – 4:46
11. Reflection – 11:07
12. Triad – 8:46
13. Faaip De Oaid – 2:39

## Musiciens
- Maynard James Keenan : chant
- Danny Carey : batterie, percussions
- Adam Jones : guitares
- Justin Chancellor : basse